# Iglesia de la Asunción (Cúllar Vega)
La iglesia de la Asunción es una iglesia parroquial de la localidad española de Cúllar Vega, en Granada.

## Historia
En 1532 se compró la madera para el inicio de las obras, que empiezan en 1534 por el maestro albañil Pablo Hernández y se finalizan en 1540.

## Descripción
Es de estilo mudéjar, de planta de cajón, con una sola nave cubierta con una armadura de par y nudillo.